# Château de Goudourville

## Localisation
Le Château de Goudourville inscrit aux monuments historiques en 1974, est situé à une heure de Toulouse et une heure trente de Bordeaux, à  l’Ouest du département du Tarn-et-Garonne, à côté du Gers et du Lot-et-Garonne. Il est construit sur un pech, plateau rocheux des contreforts du Quercy. Il domine d’un côté le village de Goudourville et de l’autre, la riche vallée de la Garonne.

## Toponymie
Goudourville tire son nom du latin : Gothorum villa ou domaine agricole romain (villa) des Goths (Gotorum). Il s’agit plus précisément des wisigoths. Ce peuple germanique, originaire de Scandinavie, s’installa au Ve siècle entre le bas Quercy et Tolosa, sur des implantations romaines. Tolosa deviendra leur capitale jusqu’en 506.
Le nom du lieu a évolué en passant par Gotorvilla, Gothorville jusqu’à Goudourville.

## Architecture
Selon une étude de Gilles Séraphin, historien de l'architecture spécialiste des châteaux médiévaux,
“Le château de Goudourville est un édifice composite qui porte les marques de nombreuses campagnes de construction et de réaménagements, dont les principales s’échelonnent entre le XIIIe siècle et le XXe siècle.
Une importante phase de transformation a été réalisée à la fin du XVe siècle ou dans le premier quart du XVIe siècle. Elle a consisté pour l’essentiel à recomposer la distribution de l’édifice par l’adjonction d’une tour d’escalier connectée à un système de galeries sur cour, à modifier les niveaux, ce qui a nécessité l’aménagement de nouvelles cheminées et de nouvelles fenêtres, et à recomposer le dispositif d’entrée. L’ensemble de ces modifications par les similitudes stylistiques qu’elles offrent avec le logis abbatial de Saint-Maurin, peut être attribué à la fin du XVe ou au au premier quart du XVIe siècle.
Entre la construction primitive et les réaménagements du XVIe siècle s’intercale chronologiquement une importante phase intermédiaire qui a consisté à doubler l’épaisseur des murs primitifs et, peut-être, à faire émerger des tours du volume général.
A en juger par le style d’une fenêtre géminée de la tour nord-est et celui des portes en arc brisé segmentaire, cette phase intermédiaire pourrait se situer dans la seconde moitié du XIVe siècle ou, plus probablement dans le courant du XVe siècle, sans doute entre la prise du château par le captal de Buch en 1439 et la restauration des institutions villageoises en 1468.
Au XVIIIe siècle, une nouvelle phase de transformation a consisté à ré-aménager des appartements en remaniant la distribution (suppression des galeries de coursives) ainsi que la décoration intérieure tandis qu’étaient re-percées de nouvelles fenêtres au goût du jour, cintrées, à chambranle saillant et organisées en travées.
Les niveaux de sol de l’aile ouest sont alors abaissés au prix d’une importante reprise en sous-œuvre, afin de libérer un espace pour des cuisines voûtées. Ces travaux considérables sont à mettre au crédit de Louis de Berdolle, capitoul de Toulouse, acquéreur de Goudourville en 1745.
Le portail d’entrée est refait au XIXe siècle, peut-être par les Lary de Latour, en même temps que les cuisines.

D’importantes campagnes de restauration, entreprises dans les années 1970, modifient à nouveau la distribution du château en recréant une porte d’entrée au centre du front nord, en ajoutant des croisées et des cheminées et en restituant les volumes de tours avec leurs coursières sur mâchicoulis.”

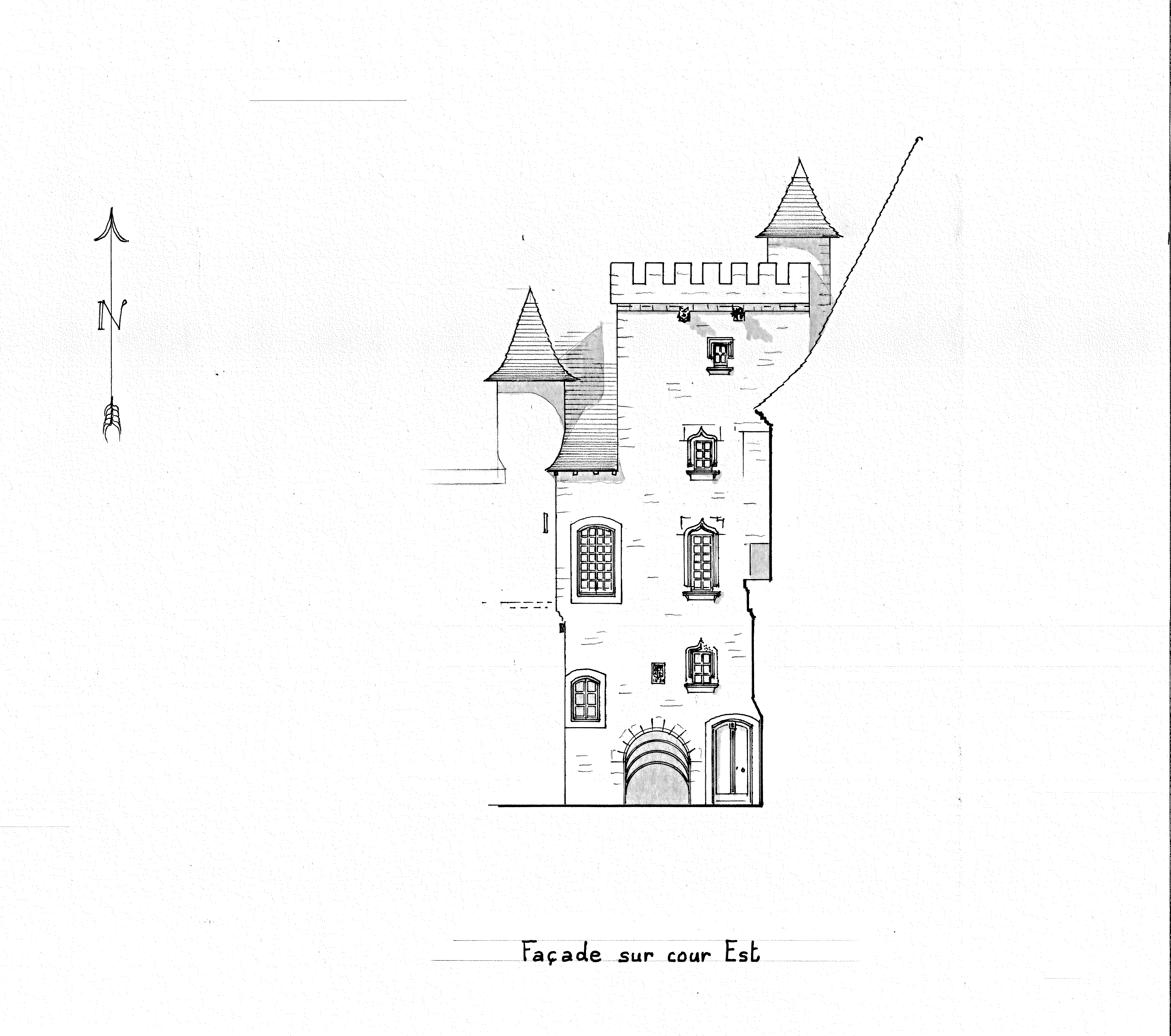
Relevé graphique de la tour est - UPAD 82
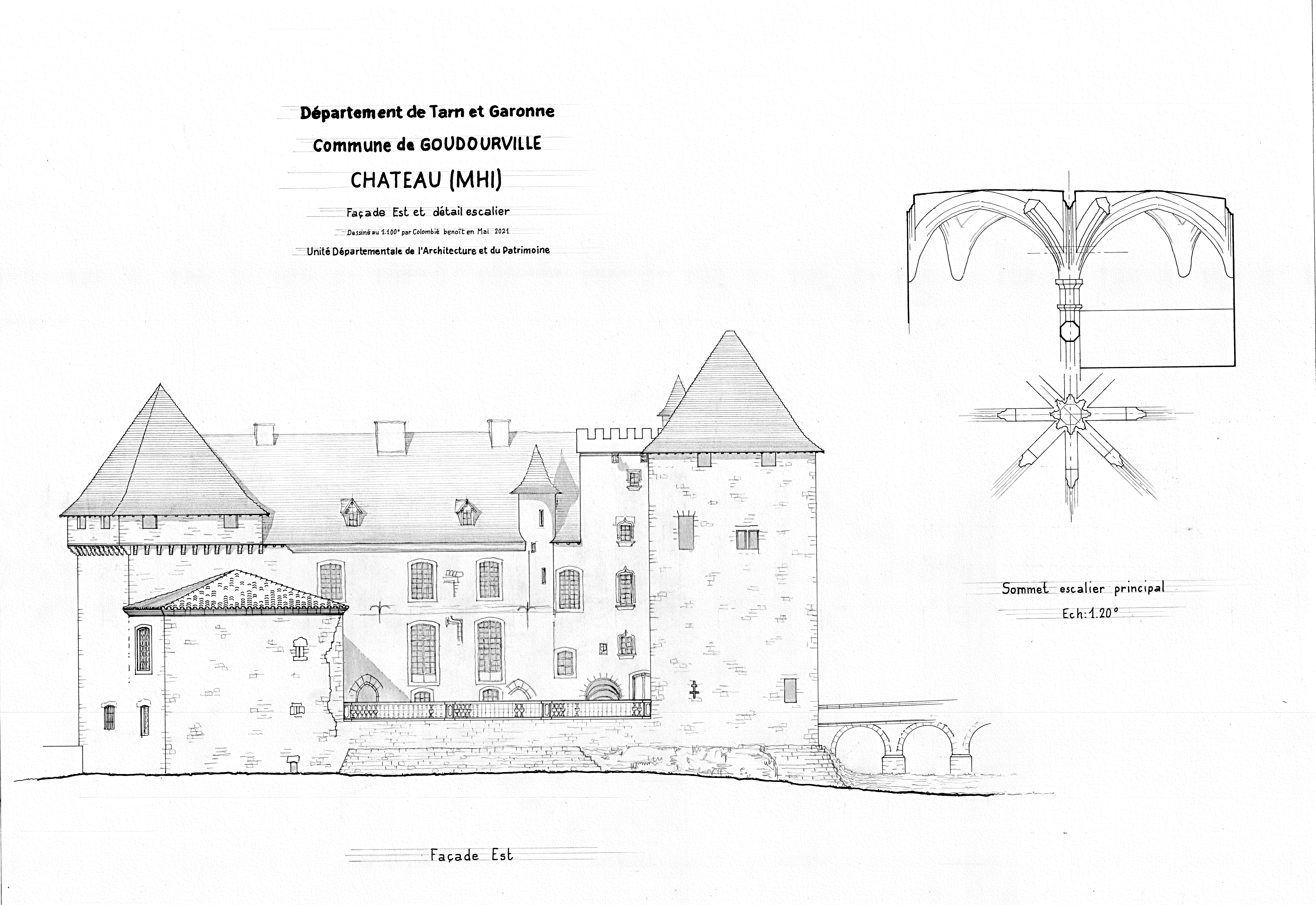
Relevé graphique de la façade est - UPAD 82
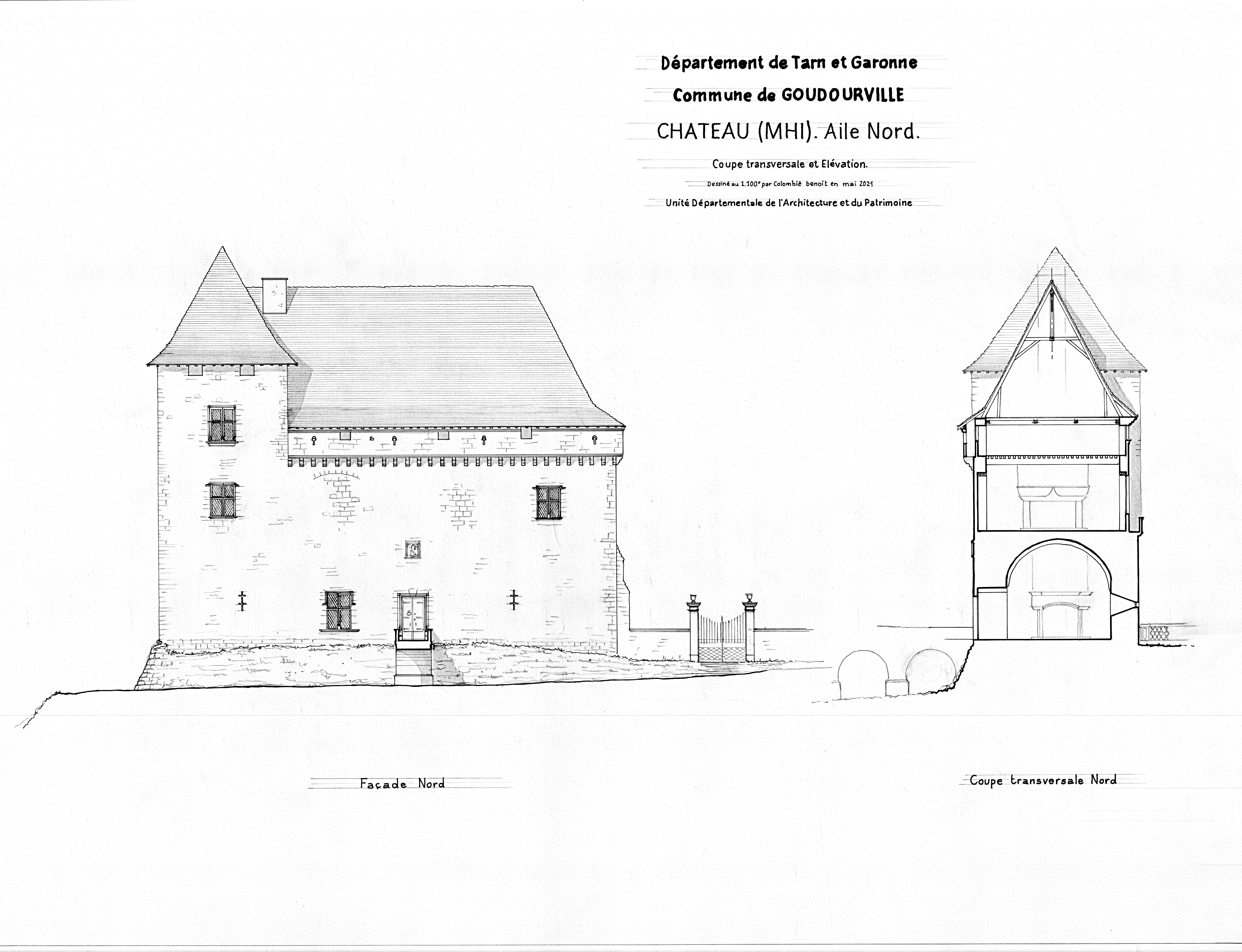
Relevé graphique de la façade nord - UPAD 82

## Histoire

### Moyen-Age
Le château de Goudourville a été édifié par la famille Gasques dont la présence est avérée dès le XIe siècle.
En 1278, Ségui et Pierre de Gasques, seigneurs du château de Goudourville et vassaux des Durfort de Clermont-Soubiran octroient une charte d’us et coutumes aux habitants. C'est-à-dire que les habitants reçoivent un acte qui définit leurs devoirs et garantit leurs droits sous l’autorité des seigneurs.
Le château et sa seigneurie appartiendront à cette famille jusqu’à la fin du XIVe siècle avant de passer entre les mains de la maison Boville (ou Bouville ou Beauville).
Le château est occupé lors de la Guerre de cent ans, il est pillé et endommagé.
Le lieu aurait été en ruines au milieu du XIVe siècle. Il est restauré vers 1460 par le capitaine de Lauzerte et célèbre chef de guerre, Naudonnet de Lustrac.

### Renaissance

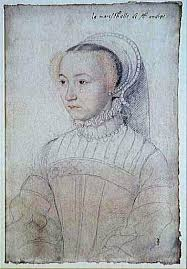
Portrait de Marguerite de Lustrac - Dessin de François Clouet

Le château est sous l’autorité de la famille Lustrac dès la deuxième partie du XVe siècle.
Entre 1480 et 1500, Antoine 1er de Lustrac et son frère Jean, évêque de Périgueux, les petits-fils de Naudonnet de Lustrac, et leur oncle Bertrand, abbé de l’abbaye de Saint-Maurin, y font d’importants travaux. Ils étoffent les logis existants, apportent une nouvelle tour d'escalier et un système de galeries extérieures qui changent la distribution du lieu. Selon Gilles Séraphin, cela place Goudourville parmi les réalisations les plus notables de la fin de l’époque gothique en Aquitaine.
En 1544, Marguerite de Lustrac, fille d'Antoine II de Lustrac, devient l’unique héritière de la seigneurie. Elle est mariée à Jacques d’Albon de Saint-André, maréchal de France, leader catholique et favori du roi Henry II. Elle devient ainsi dame d’honneur de la reine Catherine de Médicis durant 13 ans. Le couple acquiert une richesse considérable et vit dans un grand luxe. Il loge en permanence un  musicien dans un appartement au sein de leur hôtel particulier.

Il invite le roi dans leur château de Valléry. Le château de Goudourville connaît une ère de fastes. En 1562, le roi Charles IX qui estime particulièrement Jacques d’Albon vient à Goudourville en compagnie de Catherine de Médicis. Albon de Saint-André est tué au sortir de la bataille de Dreux le 19 décembre 1562.

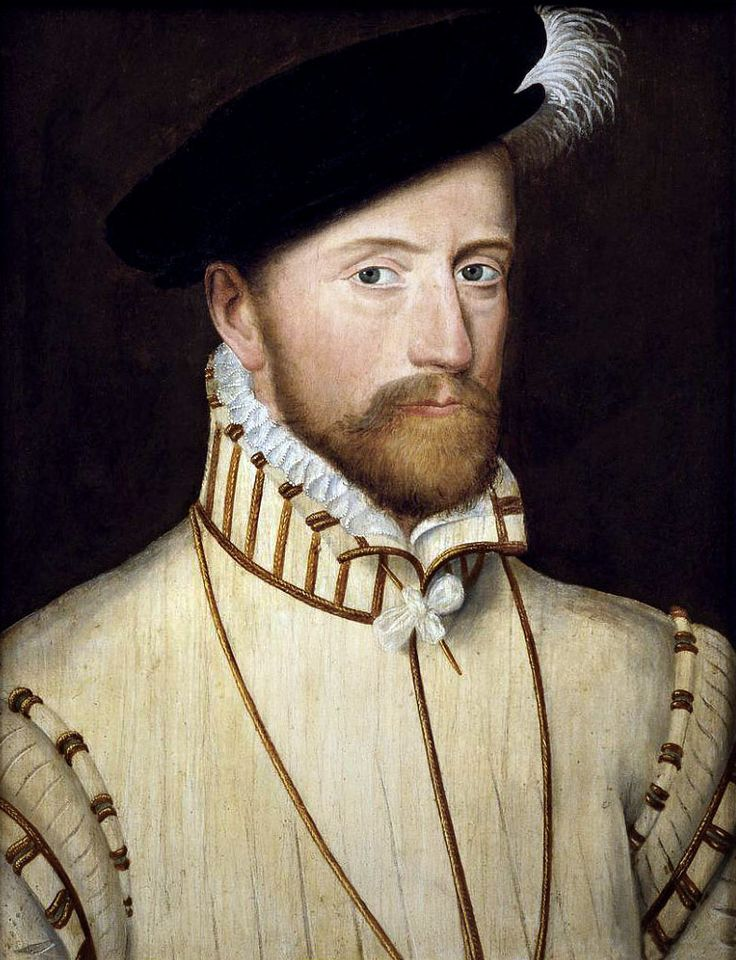
Portrait de Jacques d'Albon, maréchal de Saint André, vers 1562 - Musée national du château et des Trianons, Versailles

Marguerite de Lustrac convole avec le Prince de Condé, leader protestant, et lui donne le magnifique château de Vallery. Malgré cela, celui-ci entretient une relation avec Isabeau de Limeuil, une demoiselle d’honneur de la Reine. L’affaire ne se conclura pas.
En 1568, elle épouse Geoffroy de Caumont, abbé de Clairac (protestant), puissant seigneur de la Dordogne et ami d’enfance d’Henry III de Navarre, futur Henry IV.
Par cette alliance, Marguerite de Lustrac apporte le château de Goudourville et de nombreux autres domaines : le château de Lustrac, Coutras, Fronsac, Gavaudun, Ferrassou, Aubeterre, Achon… à l’illustre famille Caumont, qui, de son côté, possède notamment les châteaux de Caumont, Castelnaud, Les Milandes, Faulhet, Tonneins-Dessus, Monpouillan, Castelmoron.
Geoffroy de Caumont échappe de peu au massacre de la Saint Barthélémy.
En 1574, Geoffroy de Caumont est empoisonné et l’ensemble des domaines de Marguerite de Lustrac lui sont pris. Elle demande de l’aide à Henry IV qui lui délègue le féroce capitaine Huguenot, Geoffroy de Vivans. Il récupère un à un les domaines de Marguerite de Lustrac.

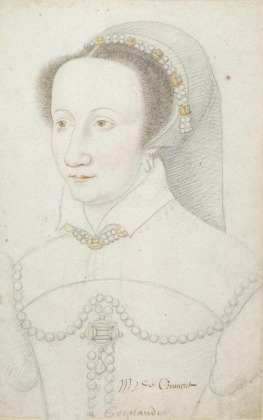
Portrait d'Anne de Caumont - Dessin de François Clouet

Anne de Caumont, l’unique fille de Marguerite de Lustrac et de Geoffroy de Caumont, extrêmement riche devient l’enjeu de nombreux prétendants: elle est enlevée 2 fois (la première fois à l’âge de 7 ans) et mariée 3 fois.
Son dernier mariage, décidé par Henry IV, se fait avec François Orléans de Longueville de Pichon, comte de Saint-Pol, lequel dilapide sa fortune. Elle vend progressivement tous ses domaines dont Goudourville en 1598. En 1622, son seul fils, Léonor II d'Orléans de Longueville, meurt à l’âge de 17 ans lors du siège de Montpellier.
En 1626, elle fonde à Paris le couvent des Filles Saint-Thomas et finit dans l’indigence.

XVIIe siècle

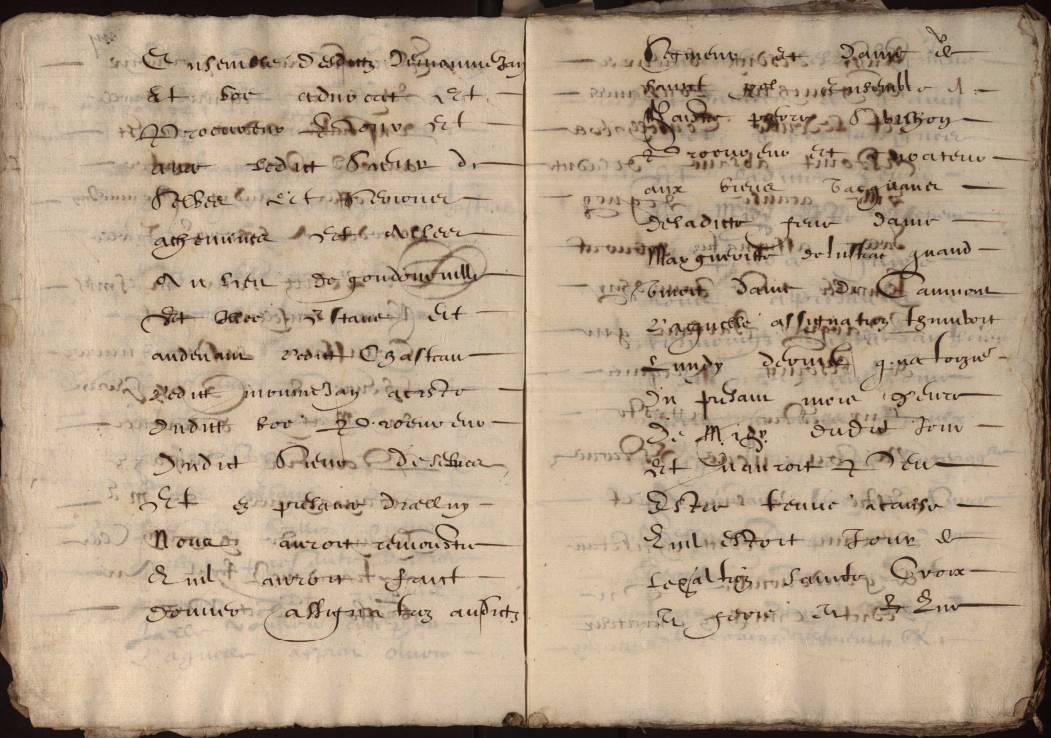
Procès verbal de la visite de la Seigneurie de Goudourville en 1598 avant sa cession à Guillaume d'Affis

Originaire d’une grande famille de Toulouse, Guillaume d’Affis, est nommé 1er Président du Parlement de Bordeaux par le roi Henri III. C’est lui qui achète le domaine de Goudourville, Lalande et Saint Vincent en 1598. Il restaure le château, à nouveau en très piteux état, et exploite le domaine agricole qui comprenait notamment le moulin à vent (appelé aujourd’hui moulin à poivre), le moulin à eau de Lalande, la métairie de Cabos et celle de Borio… 
En 1648, des révoltes contre le jeune roi Louis XIV, et surtout le cardinal Mazarin, démarrent. Après de multiples épisodes, la Fronde s’étend à la Guyenne en 1651.
Les notaires et autres nobles contestataires du pouvoir royal s’étaient réunis au château de Goudourville. En janvier 1652, le château est assiégé par les troupes royalistes du comte d’Harcourt à la poursuite du Prince de Condé; les rebelles se rendent et paient une rançon fort élevée; les troupes occupent le château de Goudourville durant 6 mois et le saccagent.
En 1676, Goudourville passe entre les mains de Jean Baptiste Lecomte, marquis de Latresne. Le château devenu difficilement habitable après l’occupation militaire, tombe en sommeil et menace de ruines. Le marquis cède donc Goudourville en 1745.

### XVIIIesiècle

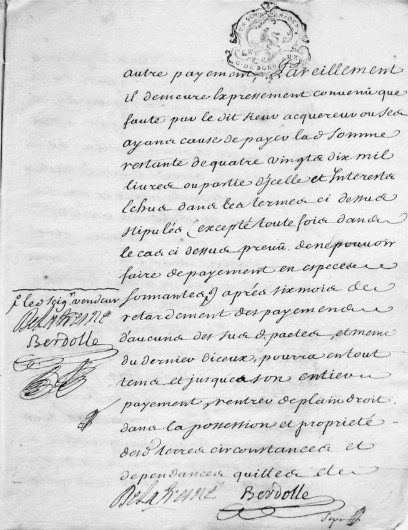
Acte d'achat du château par Louis Bailet de Berdolle

Le 18 mai 1745, Louis Bailet de Berdolle, magistrat puis, capitoul de Toulouse rachète le domaine de Goudourville.
Le château est mis au goût du siècle des lumières avec de nombreuses transformations : larges fenêtres à la française, ouverture de la salle de Gardes… Les Berdolle vont panser les blessures du château et colmater les mutilations, pour en faire une résidence d’été de parlementaires agréable à vivre.
Marié avec Catherine de Bastard La Fitte, liée à la famille royale, Louis Bailet de Berdolle organise des réunions politiques secrètes pour rallier à la cause royale le Parlement de Toulouse - alors peu favorable au roi.
Pendant la Révolution française, le château paie son tribut : les tours sont rabaissées. Les pierres, d’abord vendues à des particuliers, sont ensuite réquisitionnées, sur ordre du Préfet  pour les cassis et autres réparations des routes, alors en très mauvais état en France.

### XIXesiècle
Mathilde de Berdolle, héritière de Goudourville, transmet le Château à la famille de Lary de Latour en se mariant. S'ensuit un demi-siècle de calme.
En 1876, la famille Lary de La Tour vend Goudourville au comte des Grottes, Emmanuel Marraud des Grottes. Le comte et son épouse ont alors une fille, Marie des Grottes.

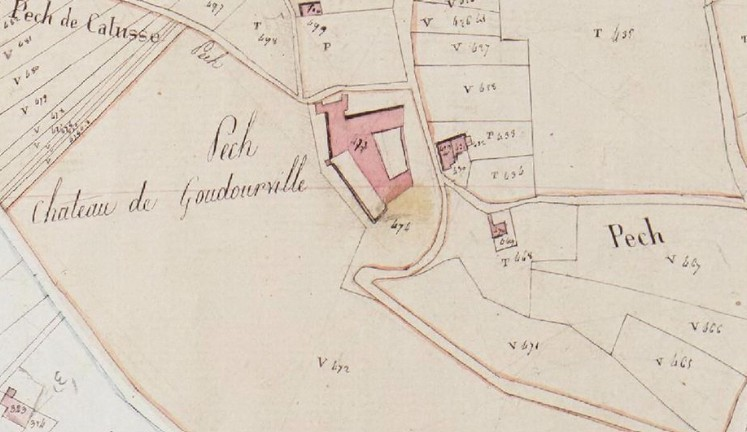
Cadastre napoléonien du domaine au XIXème siècle

### XXesiècle
Jusqu’en 1939, la comtesse Marie des Grottes et son mari Gonzague de Cianelli de Sérans, d’une grande noblesse italienne incluant deux papes, détiennent le château et ses terres. Gonzague s'est volontairement engagé durant la 1ère guerre mondiale, comme simple soldat, alors qu’il avait 50 ans. Il a fait toutes les campagnes aux fronts de France et d'Orient. Cité à l'ordre des armées, il a reçu la Croix de guerre avec palmes et la Légion d'honneur. Marie des Grottes meurt en 1937 ; Gonzague en 1938; le château est vendu en 1939 par leur fille.
Entre 1939, c’est Léon Bernier, polytechnicien et ingénieur du génie maritime, marié en 1914 avec Odette Arrivet de Valence d’Agen qui achète le château de Goudourville en 1939. Il souhaite mettre sa famille, dont sa femme malade, à l’abri de la guerre imminente. Il dirige des constructions de bateaux et sous-marins militaires.
Durant la Seconde Guerre mondiale, la famille Vidaillan, occupant la ferme du château, protège des jeunes juifs. Ils déménagement à la ferme de Féraud et dissimulent l'identité de Joseph Brenig, un jeune homme juif, qui contribuera activement à la libération de Valence d’Agen en 1944. Ils ont été reconnus comme « Justes parmi les Nations ».
En 1952, le château est vendu à la famille Tocqueville. Le comte Grouard de Tocqueville, passionné du lieu et de son histoire, fait d’importantes restaurations, notamment en relevant les tours abaissées durant la Révolution Française. Il le fait inscrire sur l’ISMH en 1974. Ses descendants le revendent en 1992.

### Depuis 1999
Les propriétaires actuels continuent de protéger et de faire vivre ce lieu riche en histoire. Ils mènent régulièrement des recherches historiques sur ce domaine et les familles qui y ont vécu depuis le XIe siècle.
Au-delà des nécessaires travaux d’entretien, de restauration ou de reconstruction après des événements climatiques, ils ont développé une activité de location pour des séjours de vacances, mariages, anniversaires, des événements professionnels et des séjours à thème. Le château est ouvert plusieurs fois par an au public avec des animations historiques ou culturelles.

## Armoirie des propriétaires

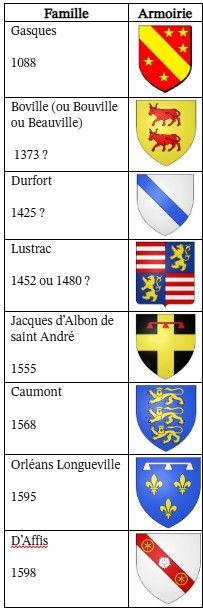

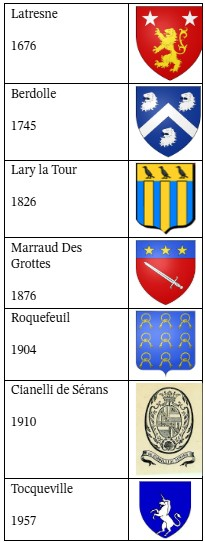

## Galerie

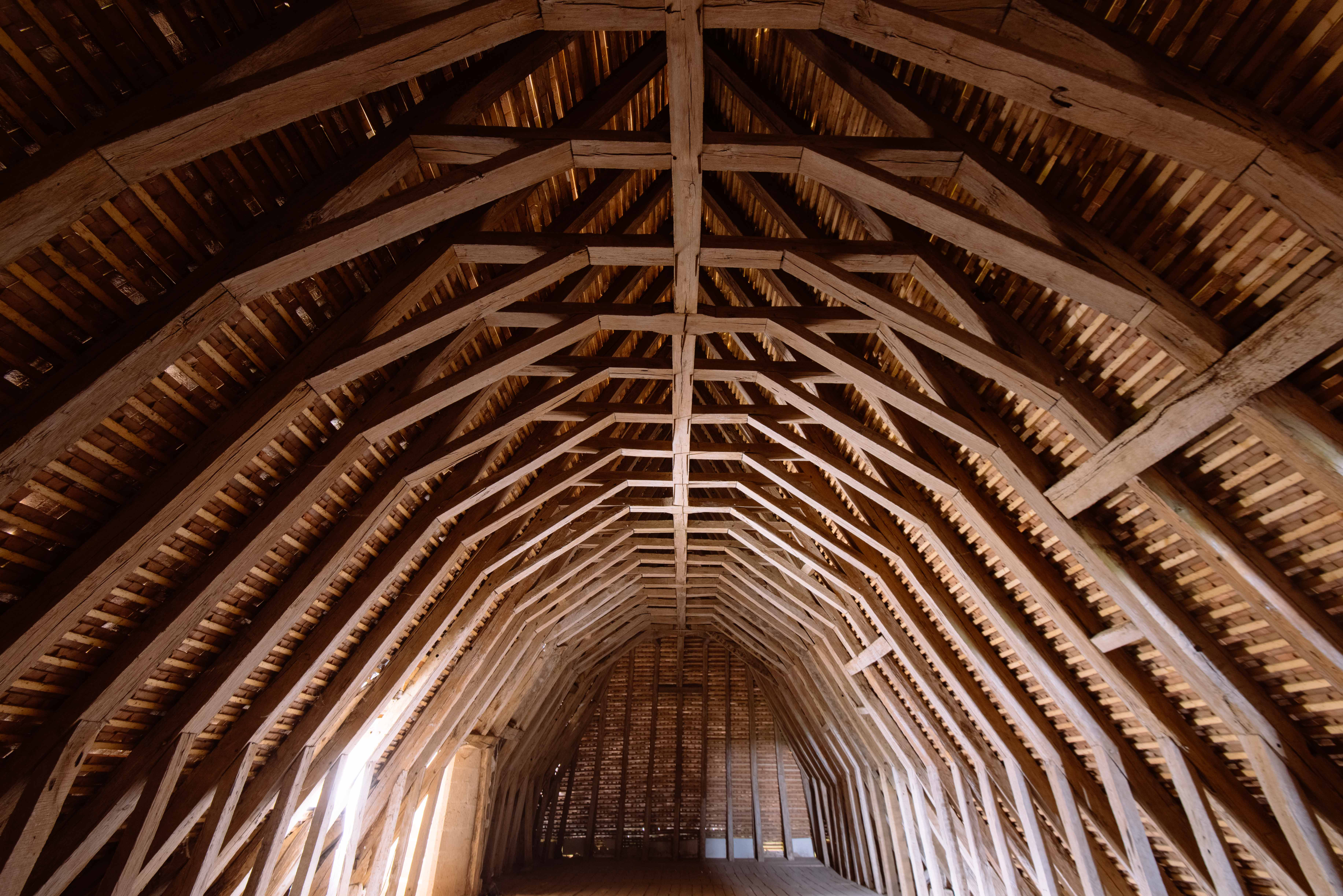
Charpente de l'aile nord
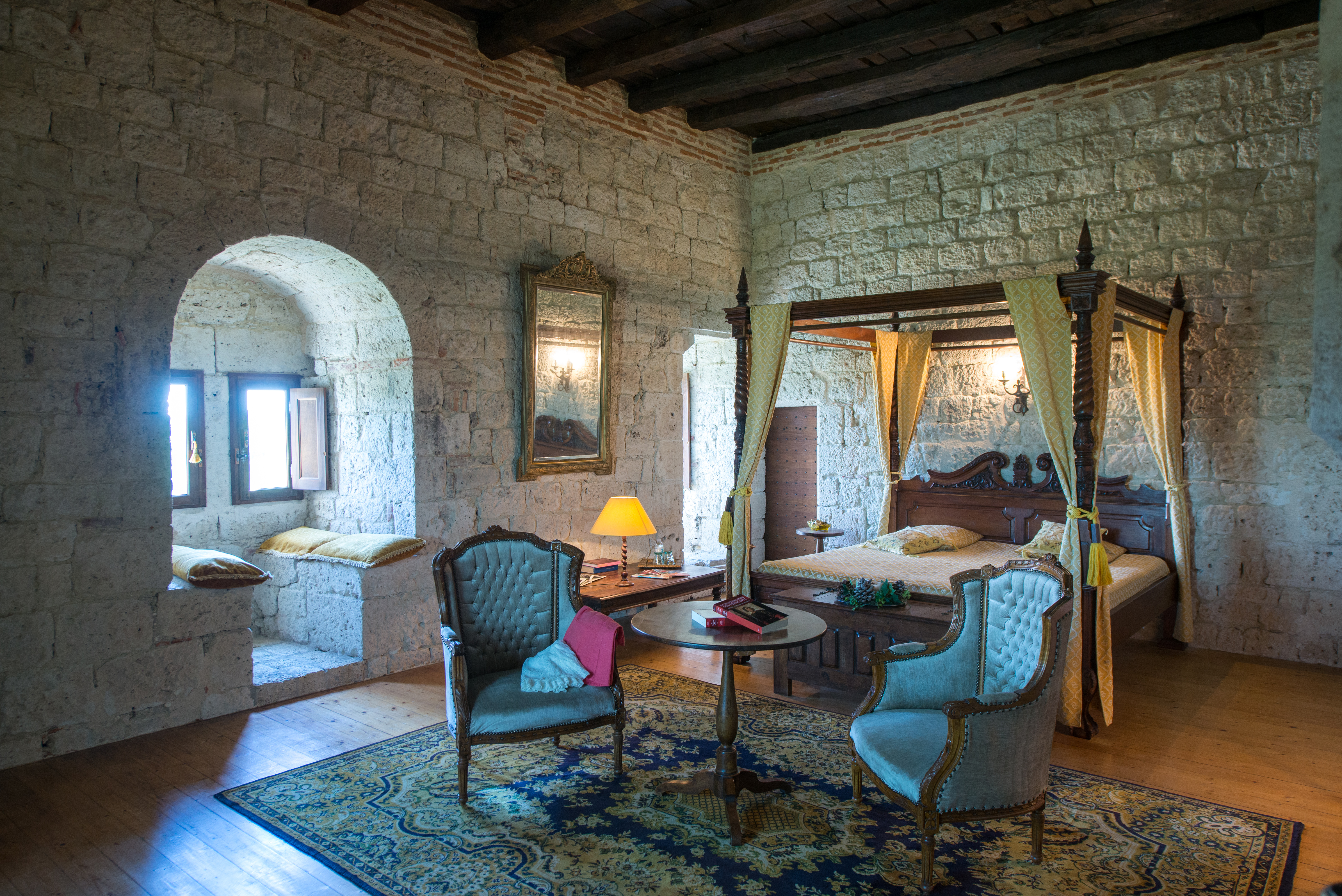
Chambre Charles IX
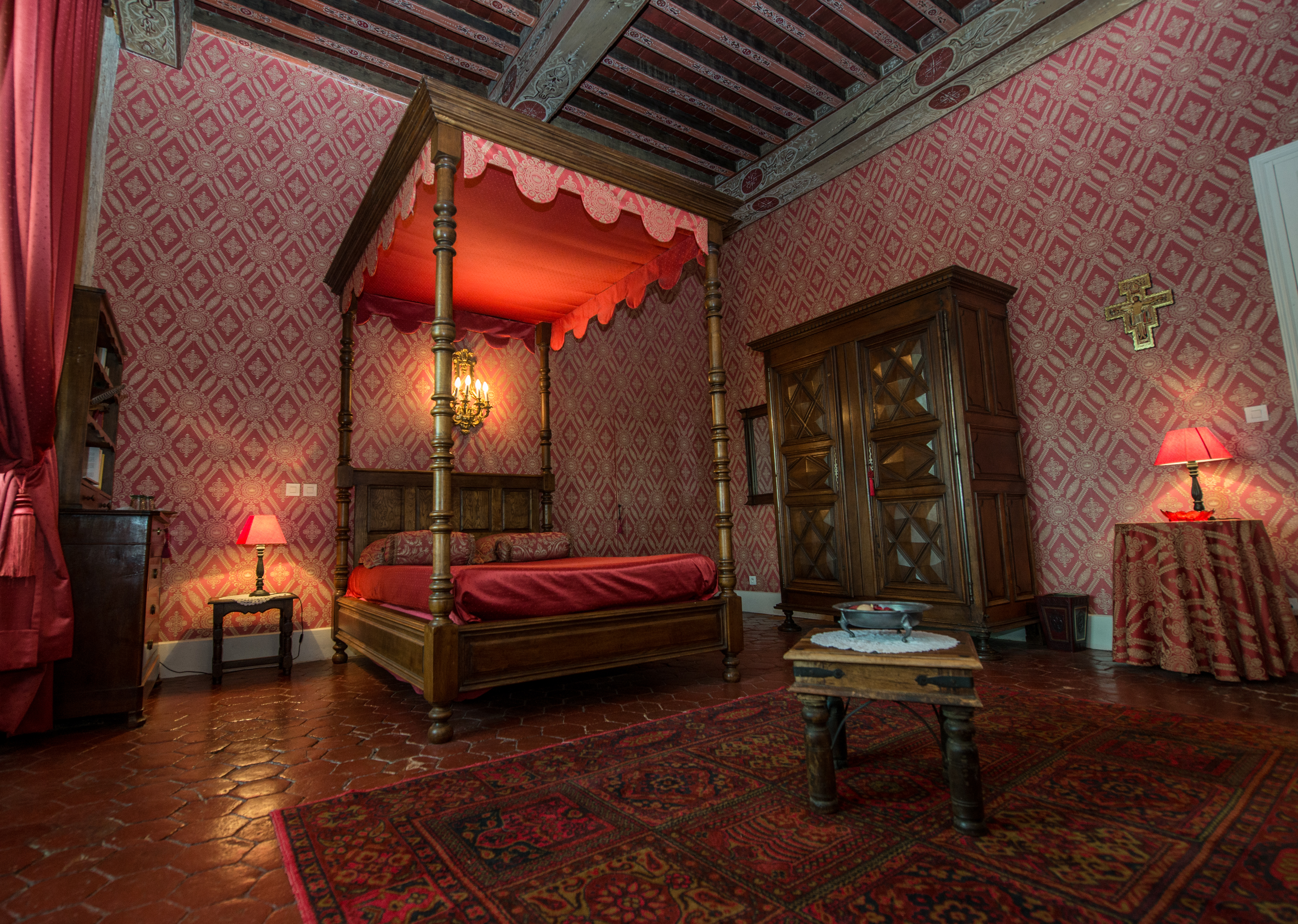
Chambre Clément V
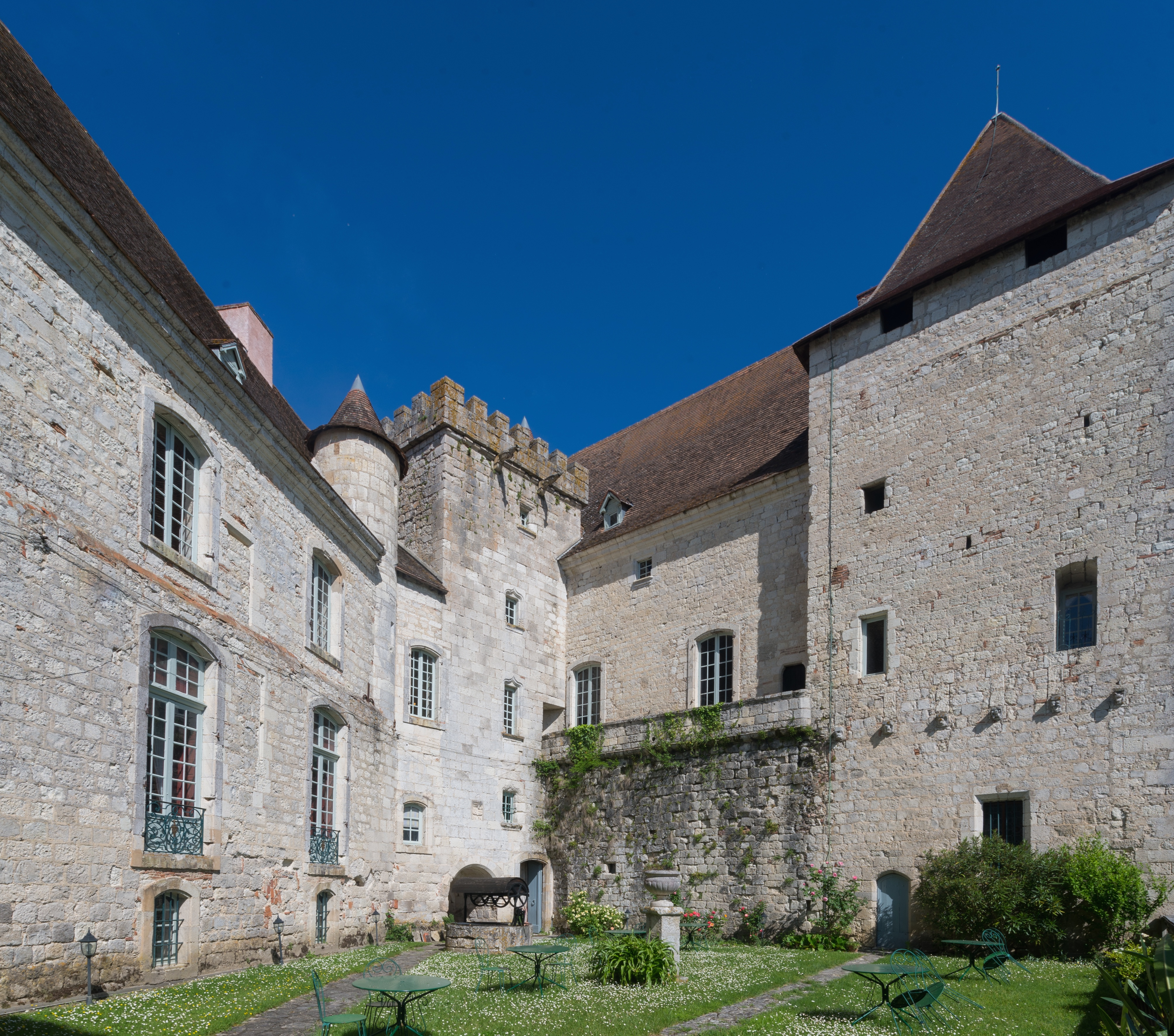
Cour d'honneur
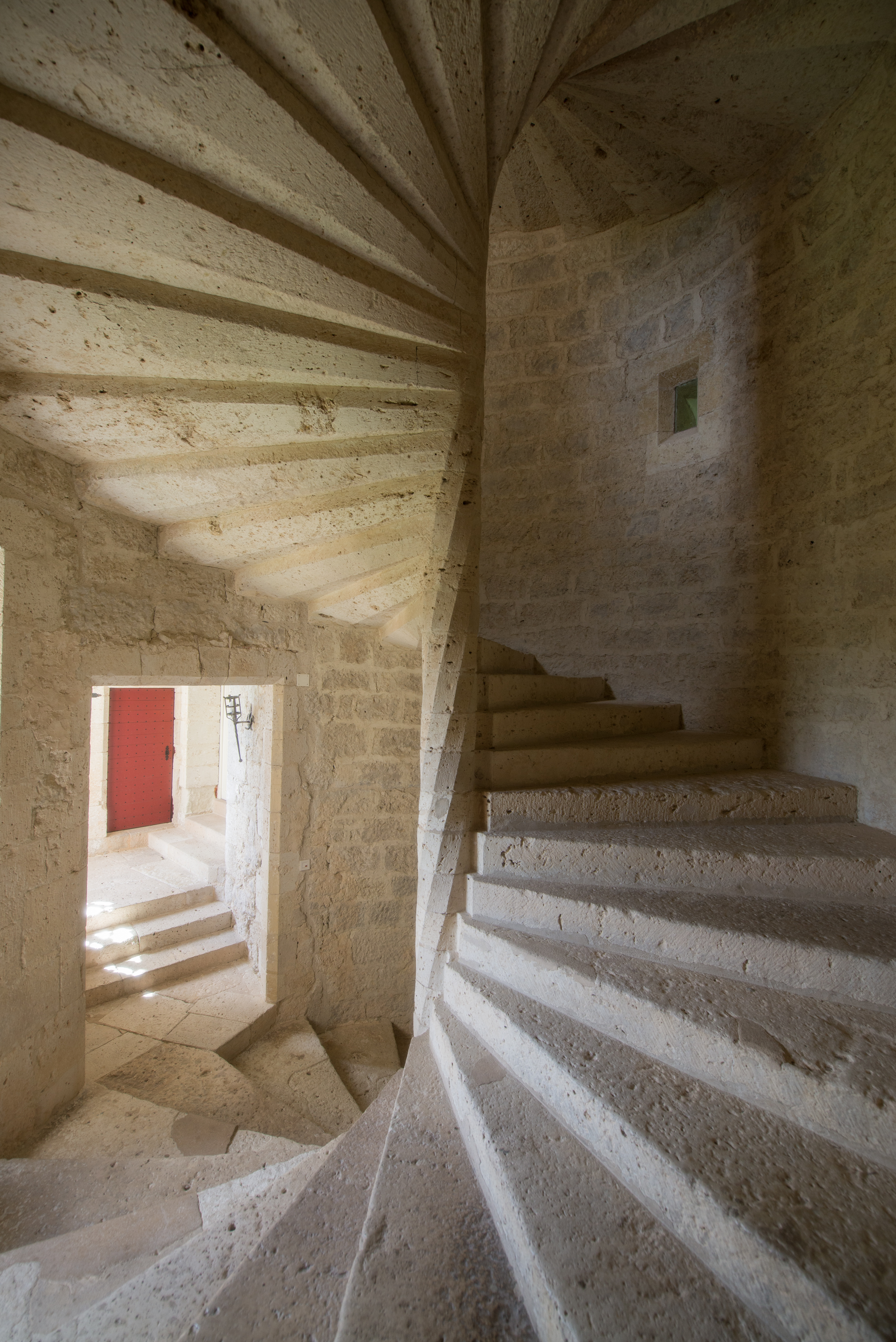
Escalier en vis renaissance
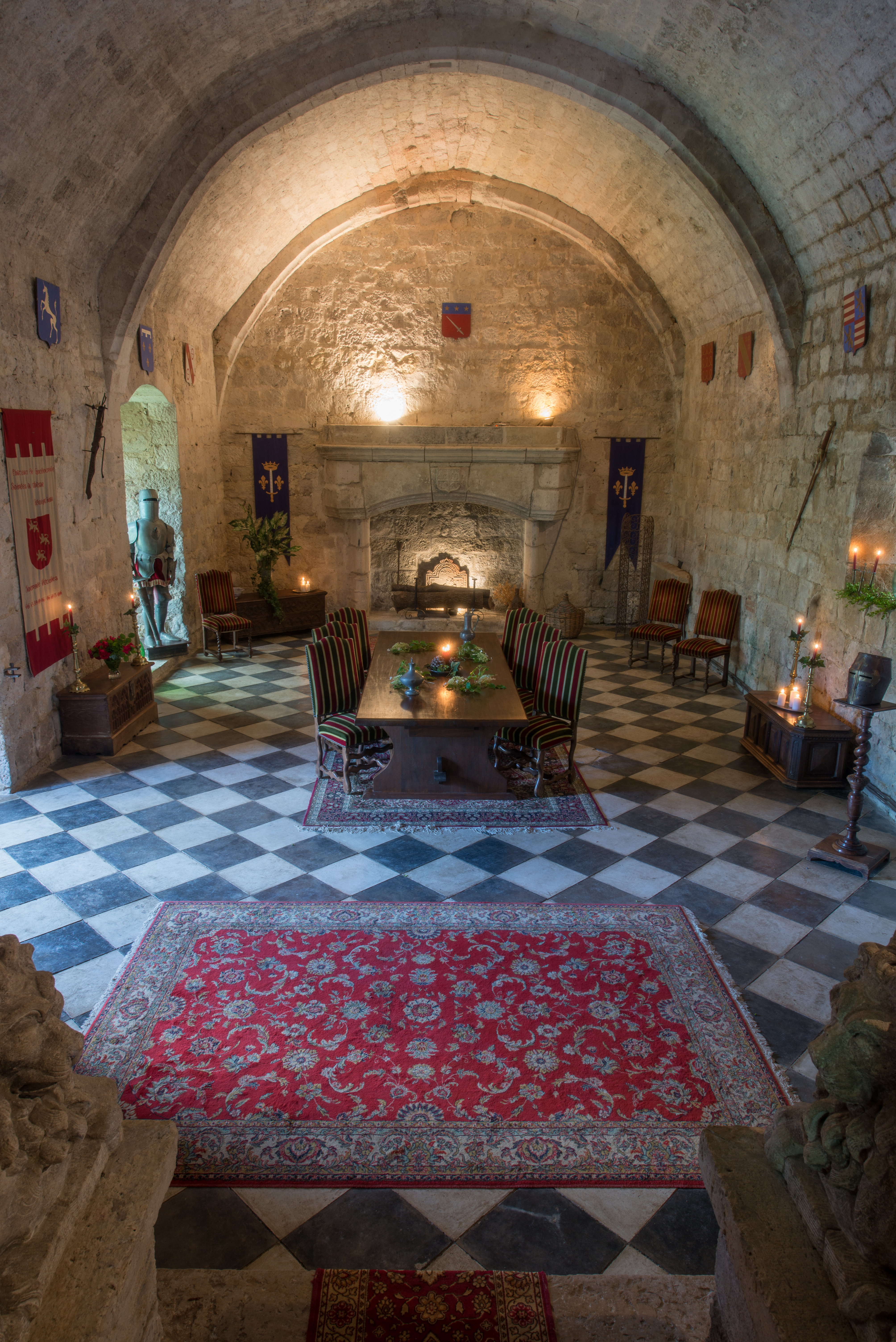
Salle des gardes
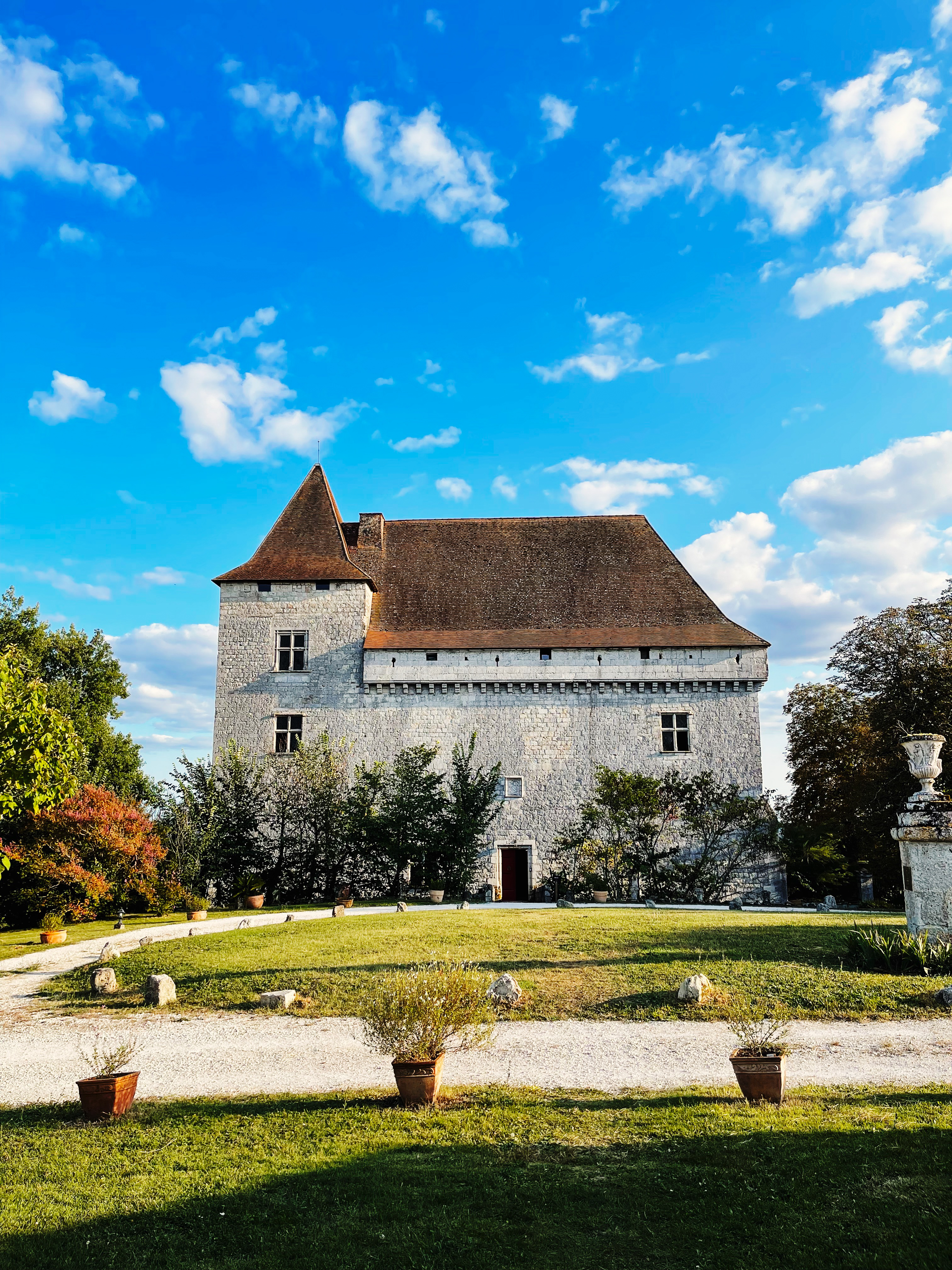
Façade nord du château

Photographe Joanna Johnston: charpente de l'aile nord, chambre Charles IX, chambre Clément V, escalier en vis